# 北方铁路 (智利)

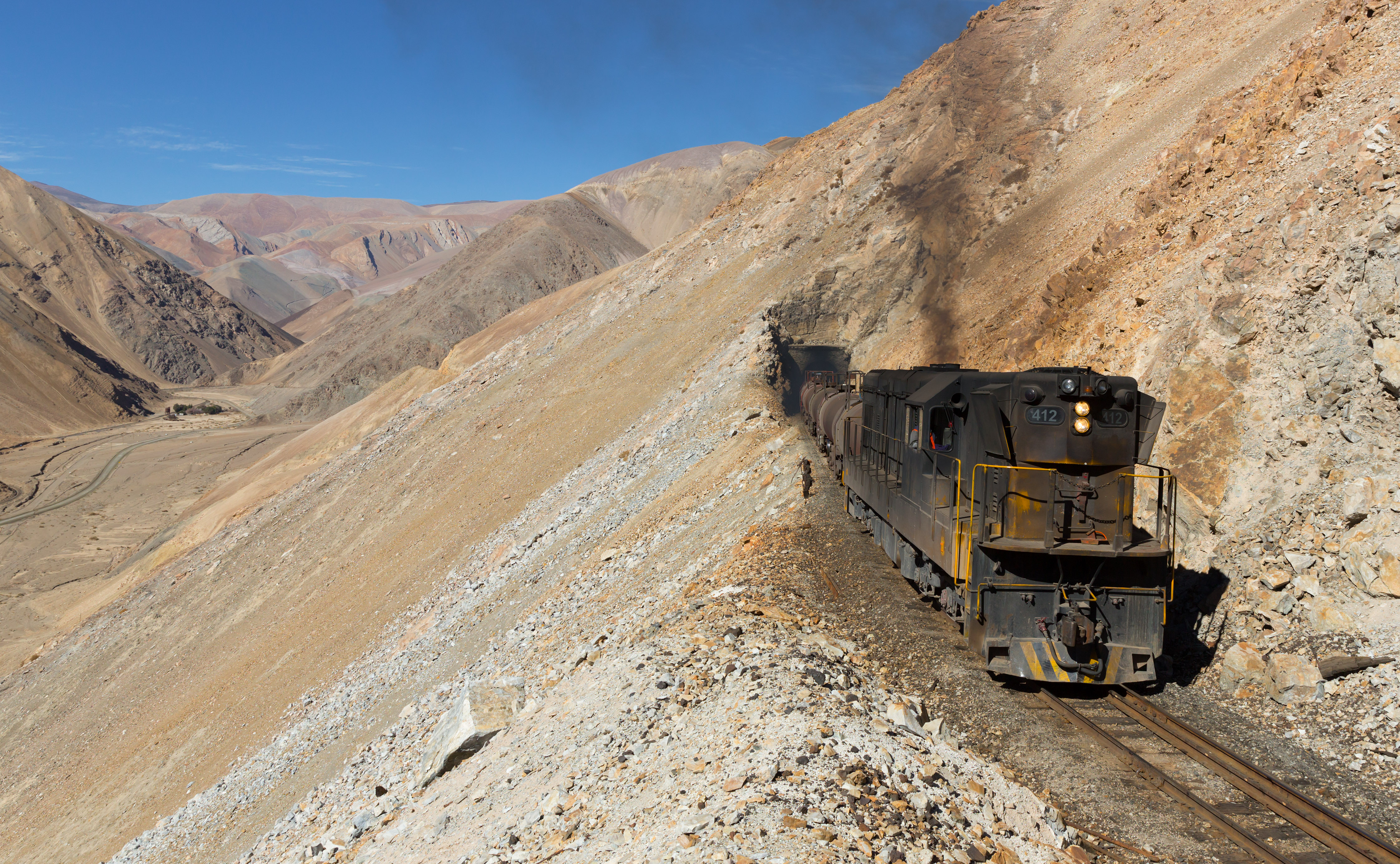
北方铁路的GR12U 412机车在运送货物

北方铁路（Ferronor）是一家智利的铁路公司，运营国家铁路公司原来的北部铁路线路，于1997年私有化，从2004年开始其主要的股东是APCO。
目前北方铁路拥有约2300公里（1,400英里）铁路网络，包括从拉卡莱拉到伊基克的一米轨距的主线和各种支线。然而，由于山体滑坡，垮塌和铁路盗窃破坏，目前约60％的铁路网是并未使用。北方铁路主要运输工矿物资和产品。 
北方铁路每年运输7,000,000吨铁精矿，90万吨盐，29万吨铜精矿，53万吨硫酸，23万吨阴极铜和35,000吨燃料。其他铁路运输运营商每年在北方铁路的线路上运输2,200,000吨货物。